# Сім'я Землі (роман)
«Сім'я Землі» (англ. Earthseed) — дитячий науково-фантастичний роман американської письменниці Памели Сарджент, вперше опублікований 1983 року. Події роману відбуваються у віддаленому майбутньому й розповідають про групу підлітків, які живуть і ростуть на кораблі, готуючись до життя на абсолютно новій планеті.
«Сім'я Землі» — перша книга в трилогії «Сім'я». Наступні книги — «Далеко» (2007) та «Шукачі Сім'я» (2010).

## Сюжет
У віддаленому майбутньому було здійснено спробу врятувати людство шляхом проєкту, який отримав назву «Корабель» (ШІ, який містить ДНК різної земної флори та фауни) і який відправили у космос для пошуку нової планети. Також сформовано групу дітей, які виросли на кораблі, і яких в рамках проєкту наділили геномом лідерів проєкту. Серед них був головний герой Зогерет. Тепер, у підлітковому віці, Зохерет та інші піддаються своєму останньому випробуванню – змаганню в «Порожнина», імітованому середовищі, подібному до Землі. Підлітків переміщують до «Порожнина» та наказують жити там, щоб здобути навички, необхідні для життя та виживання на їхній новій планеті. Дуже швидко Го та Мануель, двоє порушників спокою, відділяються від решти. Зохерет та інші залишаються створювати фермерську громаду, а подруга та сусідка Зохерет, Лілка, стає лідером групи.
Все йде добре, доки не виявляється, що група Го почала красти деякі припаси головного поселення. Це засмучує багатьох членів основного поселення, і вони вирушають шукати базу меншої групи. Мстива група зрештою спалює хатини іншої громади. Розлючені та збентежені, Зохерет та її подруга Бонні (звинувачена у співпраці з групою Го та Мануеля) вирушають благати «Корабель»; однак «Корабель»не бажає випускати їх з «Порожнини». Зрештою, вони отримують від «Корабля» дозвіл взяти їжу, щоб повернутися до свого поселення.
Зохерет зав'язує стосунки з Дімітрі, ще одним підлітком, тоді як Лілку поступово замінює на посаді лідера інший хлопець, Тоніо. Ситуація для невеликої громади погіршується, коли вони прокидаються та виявляють, що їхні поля спалені групою Го. Поселення вирушає на пошуки групи Го та Мануеля, а Зохерет та Бонні, все ще стурбовані дивною поведінкою «Корабля», ведуть невелику групу назад до нього. Замість цього вони випадково зустрічають старшого чоловіка, Олександра, який представляється старшим братом Дімітрі, залишком попередньої спроби «Корабля» реалізувати Проєкт. Він веде Зохерет та інших членів її групи коридорами «Корабля» та знайомить їх з шістьма іншими членами своєї групи, включаючи старшого брата Зохерет, Юсефа. Вони пояснюють, що «Корабель» створив їх багато років тому, коли знайшов дві планети, придатні для життя. Однак жодна з них не виявилася достатньо придатною (перша мала отруйну атмосферу, друга була населена розумним життям, яке може бути тягарем), і групі було запропоновано два варіанти: прожити своє життя в «Порожнині», не розмножуючись, або поринути в кріостазис. Більша частина групи переходить у кріостазис і зараз перебуває в процесі пробудження.
Озброївшись цими знаннями, невелика група повертається до свого поселення і тут же стикається з групою Го. Погрожуючи його друзям, Го відправляє Зогета, щоб отримати запаси. Після повернення до селища Зогерета чекає інша шокова новина: прокинулася ще одна група дорослих. Це лідери проєкту, які таємно помістили себе в кріостазис і тепер перейшли через поселення та закрили корабельні системи. Починається війна між двома групами, змушуючи Зогета об'єднати свою групу з людьми Го та Мануеля і вступити в союз з Александром та його групою. Зрештою молодша група перемагає після того, як повернула корабельні системи під свій контроль. З обох боків є втрати, зокрема під час бою біологічна мати Зогерета відстрілює йому руку. Вони влаштовуються на новій планеті Корабля, дорослі вирушають в кріостазис, отримавши багато уроків. Зогерет стає лідером групи і мешканців корабля, вирушаючи, щоб знайти нову планету для продовження Проєкту для інших груп, які прийдуть їм на заміну. Зогерет знаходить спільну мову з Мануелем і вони домовляються про мирне співіснування.